# Liechtensteinhaus
Koordinaten: 47° 37′ 24″ N, 15° 50′ 0″ O
Das Liechtensteinhaus ist ein Restaurant am Gipfel des Hirschenkogels, Semmering (Niederösterreich).

## Gebäudeanlage
Das Liechtensteinhaus ist in verschiedene Bereiche aufgeteilt. Der Selbstbedienungsbereich bietet in etwa 200 Gästen Platz, während im neu erbauten Panoramarestaurant 100 Personen Platz finden. Zusätzlich gibt es eine Sonnenterrasse sowie eine Schirmbar („Paraplü“) vor dem Eingang zum Hauptgebäude. Das Liechtensteinhaus hat sowohl im Winter als auch in den Sommermonaten geöffnet.

## Geschichte
Im Jahr 1934 erbaute die Fürstenfamilie neben der ehemaligen Bergstation des Sesselliftes das Liechtensteinhaus (siehe Abbildung).
Im Jahr 1977 wurde das Grundstück von Anton Polleres sen. gepachtet. Dieser erbaute das Liechtensteinhaus in seiner heutigen Form. Im Jahr 1996 erhielt das Gebäude einen großen Kellerraum, sowie eine Schirmbar („Paraplü“) vor dem Gebäude. Zwei Jahre später bauten die Bergbahnen Semmering schließlich die Kabinenbahn (Gondel), wie sie auch heute noch in Benutzung ist. Der Ausstieg der Bergstation befindet sich direkt gegenüber dem Eingang zum Liechtensteinhaus. Im Jahr 1999 übernahm Anton Polleres jun. das Liechtensteinhaus von seinem Vater. Im Jahr 2007 wurde das Panoramarestaurant als Zubau errichtet.

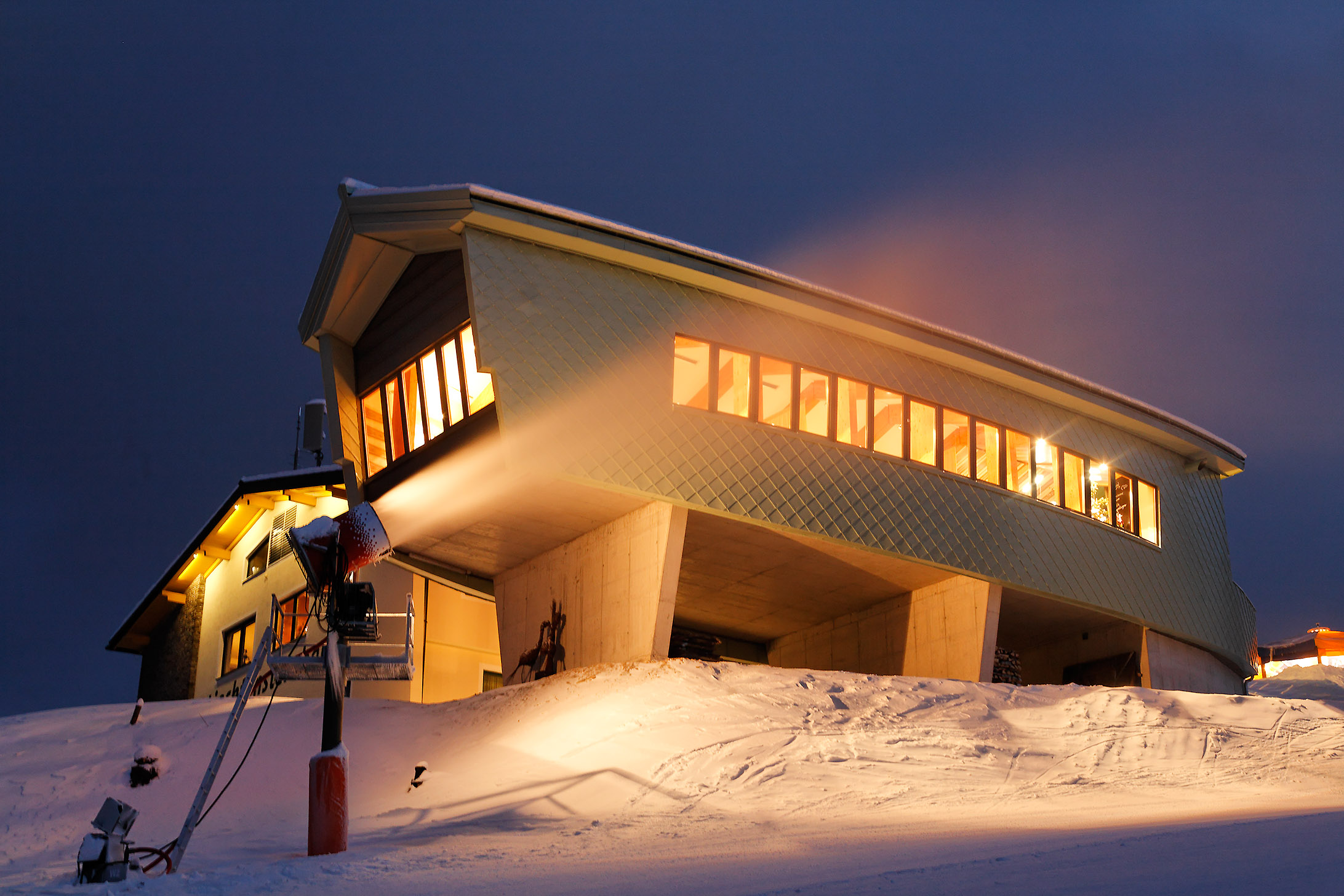
Das 2007 als Zubau errichtete Panoramarestaurant
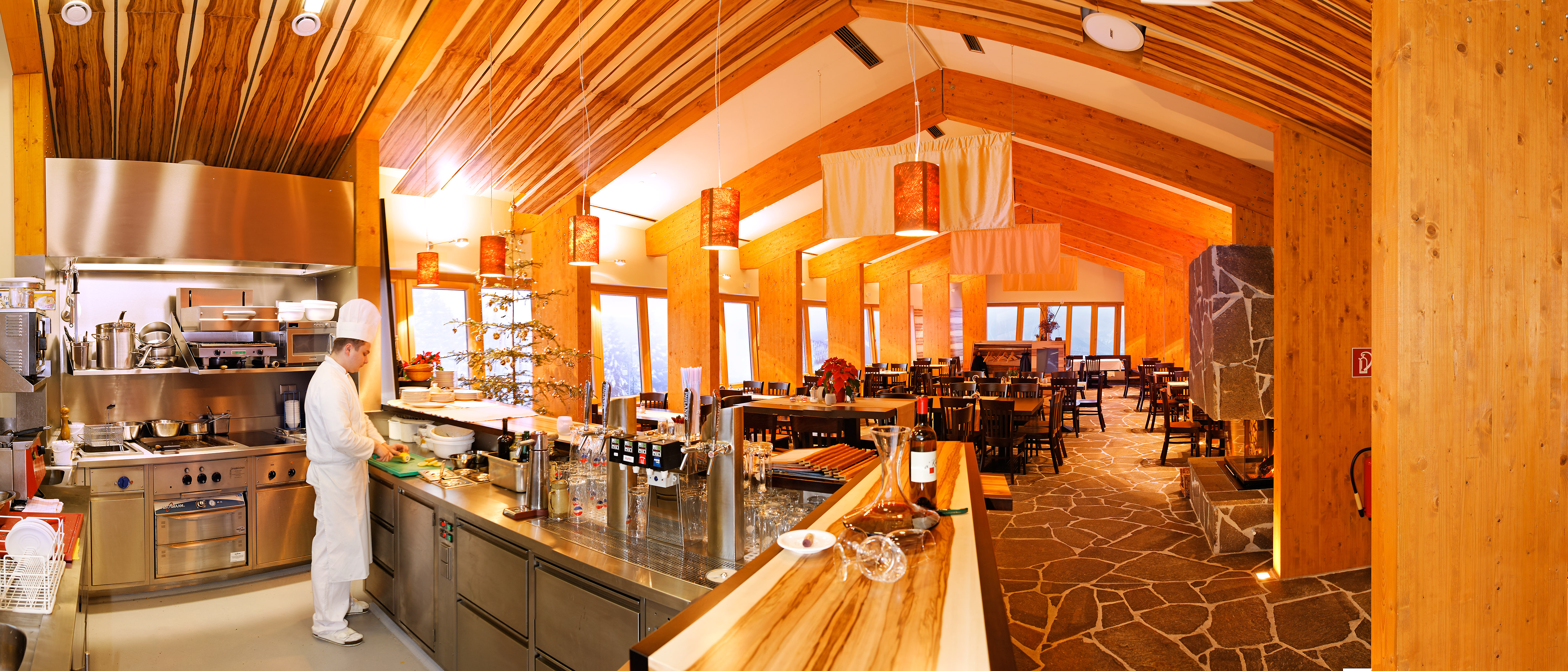
Panoramarestaurant innen